# Zawór regulacyjny

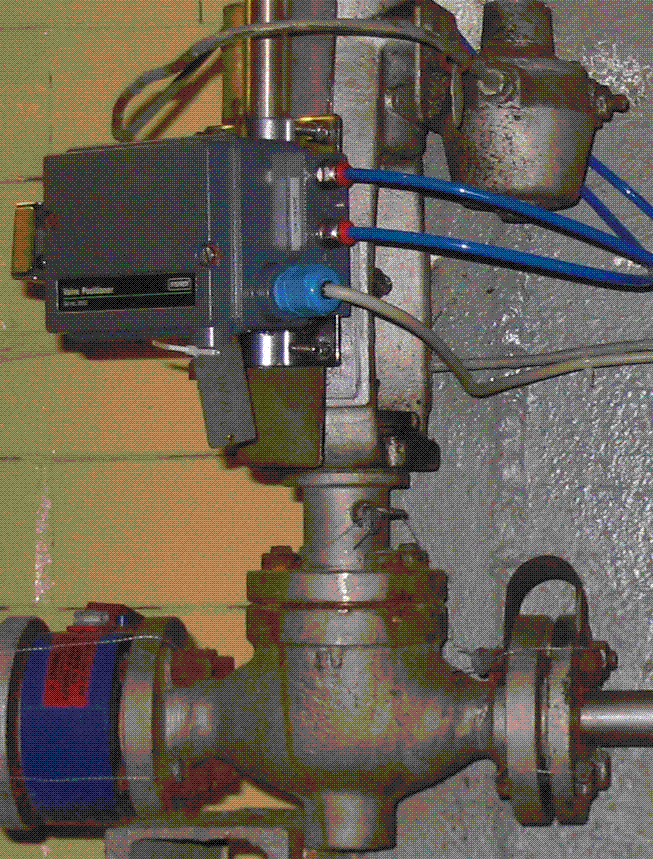
Zawór regulacyjny na instalacji przemysłowej

Zawór regulacyjny – urządzenie wykonawcze stosowane w automatyzacji procesów technologicznych służące do regulacji ilości przepływającego czynnika za pomocą zmiany przekroju otworu. Zawory te służą do dławienia, jako zawory przelewowe odprowadzające nadmiar cieczy. Zawór regulacyjny jest zamknięciem pętli regulacyjnej np. regulatora PID.

## Charakterystyki zaworów regulacyjnych
Ze względu na zastosowanie zaworów regulacyjnych stosuje się kilka charakterystyk:
- charakterystyka szybkootwierająca,
- charakterystyka liniowa,
- charakterystyka stałoprocentowa (logarytmiczna).

Najczęściej stosowaną charakterystyką zaworu regulacyjnego jest charakterystyka stałoprocentowa, ponieważ (paradoksalnie) pozwala na liniową regulację przepływu. Rzadziej stosowana jest charakterystyka liniowa lub szybokootwierająca. Stosowanie charakterystyki stałoprocentowej ma swoje ograniczenia, można ją stosować w zakresie od 10% do 90% otwarcia, natomiast charakterystykę liniową można stosować 0–100%, jednak w zakresach 30–70% zawory z taką charakterystyką regulują bardzo niedokładnie.

## Wyznaczanie współczynnika przepływu zaworów regulacyjnych
Aby właściwie dobrać zawór regulacyjny, trzeba określić jego współczynnik przepływu Cv (ang. flow coefficient). Na podstawie Cv dobiera się gniazdo, wielkość czy charakterystykę zaworu regulacyjnego:
{\displaystyle C_{v}=k{\frac {W}{\sqrt {\Delta P}}},}
gdzie:
{\displaystyle C_{v}} – współczynnik przepływu,
{\displaystyle W} – przepływ USGPM dla cieczy, SCFH dla gazów, oraz lbs/hr dla pary,
{\displaystyle \Delta P} – spadek ciśnienia na zaworze, [PSI],
{\displaystyle k} – współczynnik korekcyjny.
Pełna definicja współczynnika Cv to objętość wody (w galonach) jaka przepływa na minutę w temperaturze 60 °F przez zawór regulacyjny przy spadku ciśnienia 1 psi. Po raz pierwszy współczynnik Cv został wprowadzony przez firmę Masoneilan w roku 1944. Istnieje wiele metod określania współczynnika przepływu, jednak każda jest rozwinięciem powyższej formuły.
Metody obliczenia współczynnika Cv określa również norma Control Valve Key Equations, ISA-75.01-1985 (R1995) / IEC 534.

## Rozwiązania konstrukcyjne zaworów regulacyjnych
W zaworach regulacyjnych istnieje kilka typowych konstrukcji, każda z nich ma swoje specyficzne zastosowania. Ze względu na rodzaj napędu można mówić o zaworach napędzanych liniowo (grzybkowych) i zaworach obrotowych:
- zawory grzybkowe,
  - zawory jednogrzybkowe,
  - zawory dwugrzybkowe,
  - zawory szklankowe (np. rozwiązania obniżające poziom hałasu, czy zapobiegające kawitacji),
- zawory kulowe (ang. ball valve),
  - zawory kulowe z pełnym przelotem (ang. full bore control valve),
  - zawory z fragmentem kuli (ang. ball segmented valve),
  - zawory mimośrodowe z rotacyjnym grzybem (ang. rotary plug valve),
- przepustnice regulacyjne Przepustnica regulacyjna z siłownikiem elektrycznym
  - przepustnice centryczne,
  - przepustnice mimośrodowe,

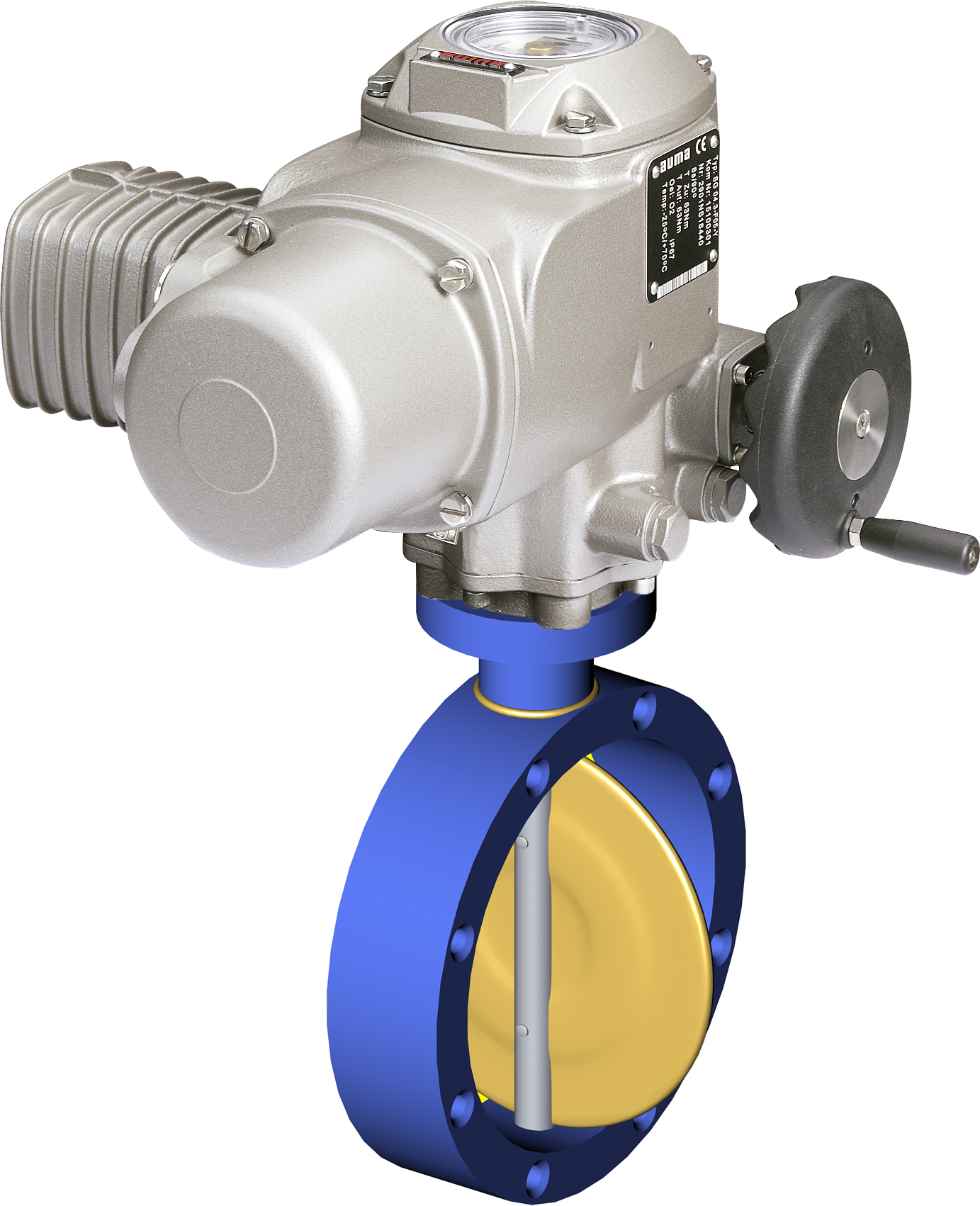
Przepustnica regulacyjna z siłownikiem elektrycznym

  - przepustnice z potrójnym osadzeniem dysku (ang. triple offset valve),
- zawory membranowe,
- zawory specjalne np.:
  - stacje redukcyjno-schładzające,
  - schładzacze o zmiennym układzie dysz.

Z punktu widzenia konstrukcji korpusu oraz zabudowy w rurociągu zawory regulacyjne dzieli się na:
- prostoprzelotowe,
- kątowe,
- trójdrogowe.

Pod względem połączenia zaworu regulacyjnego (zabudowy) z rurociągiem rozróżnia się:
- kołnierzowe (ang. flange connection),
- bezkołnierzowe (ang. wafer connection),
- gwintowe (ang. thread connection),
- obręczowe (ang. clamping connection),
- spawane,
  - spawane spoiną doczołową (ang. butt weld),
  - spawane spoiną nasadową (ang. socket weld).

## Szczelność zaworów regulacyjnych
Szczelność jest jednym z najważniejszych parametrów zaworów regulacyjnych.
Klasę szczelności zaworu producenci określają zgodnie z normą ANSI/FCI 70-2-1991, w zależności od wykonania zaworu odpowiednio od I (najniższa) do VI najwyższa.
| Klasa | Dopuszczalny przeciek                                       | Medium testujące i ciśnienie                   |
| ----- | ----------------------------------------------------------- | ---------------------------------------------- |
| I     | –                                                           | –                                              |
| II    | 0,5% znamionowego przepływu                                 | powietrze lub woda w 3–4 barach                |
| III   | 0,1% znamionowego przepływu                                 | powietrze lub woda w 3–4 barach                |
| IV    | 0,01% znamionowego przepływu                                | powietrze lub woda w 3–4 barach                |
| V     | 5x10−12 m³ na sekundę na każdy mm gniazda, na bar ciśnienia | woda pod pełnym zakładanym ciśnieniem roboczym |
| VI    | odpowiednia określona tabelą ilość bąbli na minutę          | powietrze w 3,5 bara                           |

Testu szczelności dokonuje producent w ramach standardowych procedur. W tym celu wykorzystuje stanowisko testujące wyposażone w medium testujące o odpowiednich parametrach. Standardowe klasy szczelności to II dla przepustnic, oraz IV dla zaworów grzybkowych.
Klasa szczelności jest istotnym parametrem kiedy zawór regulacyjny pełni dwie funkcje: regulacyjną i blokadową.

## Rodzaje sterowania zaworami regulacyjnymi
Ze względu rodzaj sterowania zaworami regulacyjnymi rozróżnia się:
- zawory regulacyjne sterowane ręcznie – wyposażone w specjalne pokrętło umożliwiające zmianę ustawienia zaworu,
- zawory regulacyjne sterowane elektrycznie – w których specjalnie przyłączany siłownik elektryczny zasilany jedno, lub trójfazowo zmienia ustawienia zaworu, za pomocą układu pozycjonującego trójpołożeniowego lub ciągłego, prądowego z sygnałem 4–20 mA,
- zawory regulacyjne sterowane pneumatycznie – wyposażone w siłownik pneumatyczny i układ sterujący zwany ustawnikiem pozycyjnym, sterowany sygnałem pneumatycznym 20–100 kPa, lub prądowym 4–20 mA,
- zawory regulacyjne sterowane hydraulicznie – sterowane układem hydraulicznym,
- zawory regulacyjne bezpośredniego działania – sterowane medium w przypadku regulacji ciśnienia lub przepływu, lub specjalną kapilarą w przypadku regulacji temperatury (takim zaworem jest np. reduktor ciśnienia),

Najszerzej stosowane w przemyśle są zawory sterowane pneumatycznie.

## Akcesoria stosowane w zaworach regulacyjnych

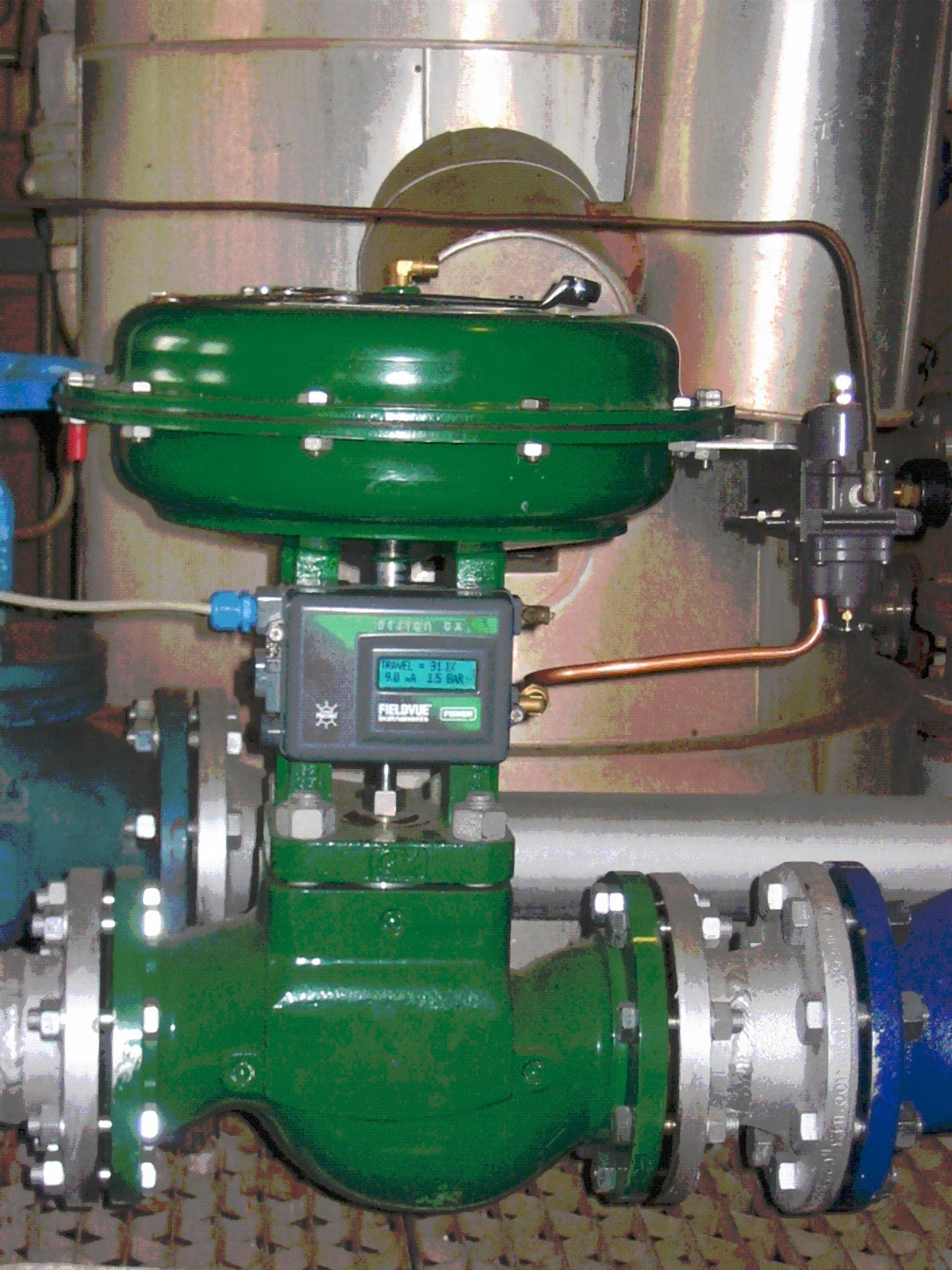
Zawór regulacyjny, grzybkowy sterowany pneumatycznie z ustawnikiem pozycyjnym (pośrodku) i reduktofiltrem (prawo u góry)

- siłownik – urządzenie napędzające zawór regulacyjny,
- ustawnik pozycyjny (pozycjoner) – urządzenie odpowiadające za wysterowanie odpowiedniego położenia siłownika pneumatycznego wysterowywane najczęściej sygnałem prądowym 4–20 mA,
- wyłączniki krańcowe – urządzenia sygnalizujące skrajne położenia zaworu regulacyjnego, mogą być mechaniczne lub indukcyjne,
- reduktofiltr – urządzenie zapewniające zespołowi siłownik-ustawnik pozycyjny właściwe parametry powietrza tj. ciśnienie i czystość,
- przetwornik położenia – urządzenie odwzorowujące położenie zaworu przy pomocy sygnału prądowego 4–20 mA,
- zawór blokadowy – urządzenie pneumatyczne zapewniające określone położenie zaworu regulacyjnego na wypadek zaniku powietrza zasilającego,
- zawór elektromagnetyczny – urządzenie wymuszające przyjęcie przez zawór sterowany pneumatycznie lub hydraulicznie skrajnej pozycji (otwarty/zamknięty), także na wypadek zaniku energii,
- wzmacniacz ciśnienia (ang. volume booster) – urządzenie przyspieszające działanie siłownika pneumatycznego zaworu regulacyjnego,
- napęd ręczny – urządzenie zapewniające dodatkową, lokalną możliwość przesterowania zaworu regulacyjnego sterowanego pneumatycznie, hydraulicznie lub elektrycznie.